# Homalomena wendlandii
Homalomena wendlandii là một loài thực vật có hoa trong họ Ráy (Araceae). Loài này được Schott mô tả khoa học đầu tiên năm 1860.